# Psyllaephagus africanus
Psyllaephagus africanus är en stekelart som beskrevs av Prinsloo 1985. Psyllaephagus africanus ingår i släktet Psyllaephagus och familjen sköldlussteklar. Inga underarter finns listade i Catalogue of Life.